# 半圆叶金沙槭
半圆叶金沙槭（学名：Acer paxii var. semilunatum）为槭树科槭属下的一个变种。

## 扩展阅读
- 維基物種上的相關：半圆叶金沙槭